# Aeroportul Bela Crkva
Aeroportul Bela Crkva (IATA: BCR, ICAO: LYBC) este un aeroport din Biserica Albă, Opština Bela Crkva⁠(d), Banatul de Sud, Voivodina, Serbia.
Situat la o altitudine de 72 m, aeroportul dispune de o singură pistă.